# Чернь (приток Знобовки)
Чернь (укр. Черня) — правый приток реки Знобовка, протекающий по Середино-Будскому району Сумской области Украины. Частично образует границу с Россией (Трубчевский район, Брянская область).

## География
Длина — 10 км. Площадь водосборного бассейна — 84,8 км².
Русло слабо-извилистое. Река служит водоприёмником осушительной системы: системы каналов, что на территории Середино-Будского и Трубчевского районов.
Река берёт начало на северной периферии кварталов 24 и 13 Деснянско-Старогутского лесхоза — юго-восточнее бывшего посёлка Скрипкино (Трубчевский район, Брянская область).
Река течёт на юго-запад и на протяжении почти всей длины вдоль государственной границы Украины и России, а также служит государственной границей. В приустьевой части небольшой участок протекает по территории России, затем пересекает государственную границу и на территории Украины впадает в Знобовку.
Впадает в реку Знобовка (на 13-м км от её устья) северо-западнее села Карпеченково (Середино-Будский район) у государственной границы Украины с Россией.
На реке нет крупных прудов. Крупных притоков у реки нет. Река преимущественно протекает через лес (доминирование сосны, с участием берёзы и осины). Река на территории Сумской области протекает по Деснянско-Старогутскому национальному природному парку.
На реке нет населённых пунктов.